# Дайк-марш
«Дайк-марш» (англ. Dyke March) — феміністський марш лесбійок, який часто проводиться по п'ятницях або суботах, передуючи гей-прайду. Також марш часто буває приурочений до різних масових заходів і акцій протесту. Хоча лесбійки у вигляді окремих груп почали брати участь в прайдах наприкінці 1970-х, цей захід набув статусу відокремленого явища лише на початку 1990-х.
Метою подібних маршів є донесення до суспільства позиції лесбійок як повноправних членкинь суспільства, які виступають одночасно як феміністки: проти дискримінації людей за статевою ознакою (сексизму), а також на підтримку громадянської рівноправності для всіх людей незалежно від сексуальної орієнтації та гендерної ідентичності (проти гомофобії). Обидва напрямки правозахисної боротьби поєднує лесбійський фемінізм.

## Історія
Один з перших маршів гордості лесбійок в Північній Америці, як окреме від гей-параду явище, відбувся в травні 1981 року у Ванкувері, Канада. Марш, в якому взяло участь близько 200 лесбійок, був частиною Національної бі-конференції лесбійок. У жовтні 1981 року організація під назвою «Лесбійки проти правих» (англ. Lesbians Against the Right) організувала другий марш в Торонто, Онтаріо.
Перший дайк-марш в США відбувся в Нью-Йорку в 1993 році, в суботу перед щорічним гей-парадом. Марш, на якому передбачалося присутність тільки жінок, організований групою «Лесбійки-месниці». У цьому ж році 24 квітня у Вашингтоні також групою «Лесбійки-месниці» був організований подібний марш, який отримав національний масштаб, у ньому брало участь понад 20 тисяч жінок. Частково це було пов'язано з тим, що хода лесбійок практично збіглася з маршем на Вашингтон за права і свободу геїв, лесбійок і бісексуалів, також проведеним у Вашингтоні 25 квітня, в якому брало участь не менше 300 тисяч осіб.

У наш час дайк-марші проводяться головним чином у великих містах США і Канади на регулярній основі.

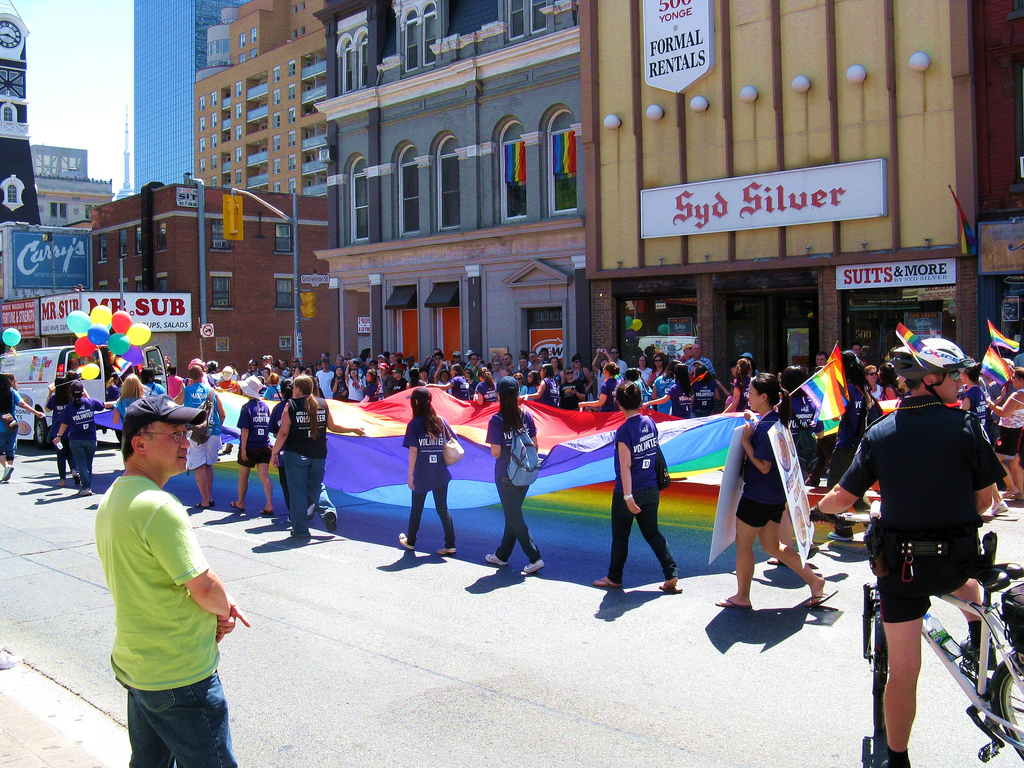
Дайк-марш в Торонто 3 липня 2010 року.
- Дайк-марш в Нью-Йорку 28 червня 2011 року.
- Активістки дайк-маршу в Бостоні 13 червня 2008 року.
- Активістки дайк-маршу в Нью-Йорку 23 червня 2007 року, виступають за свободу перебування жінок у громадських місцях топлес.

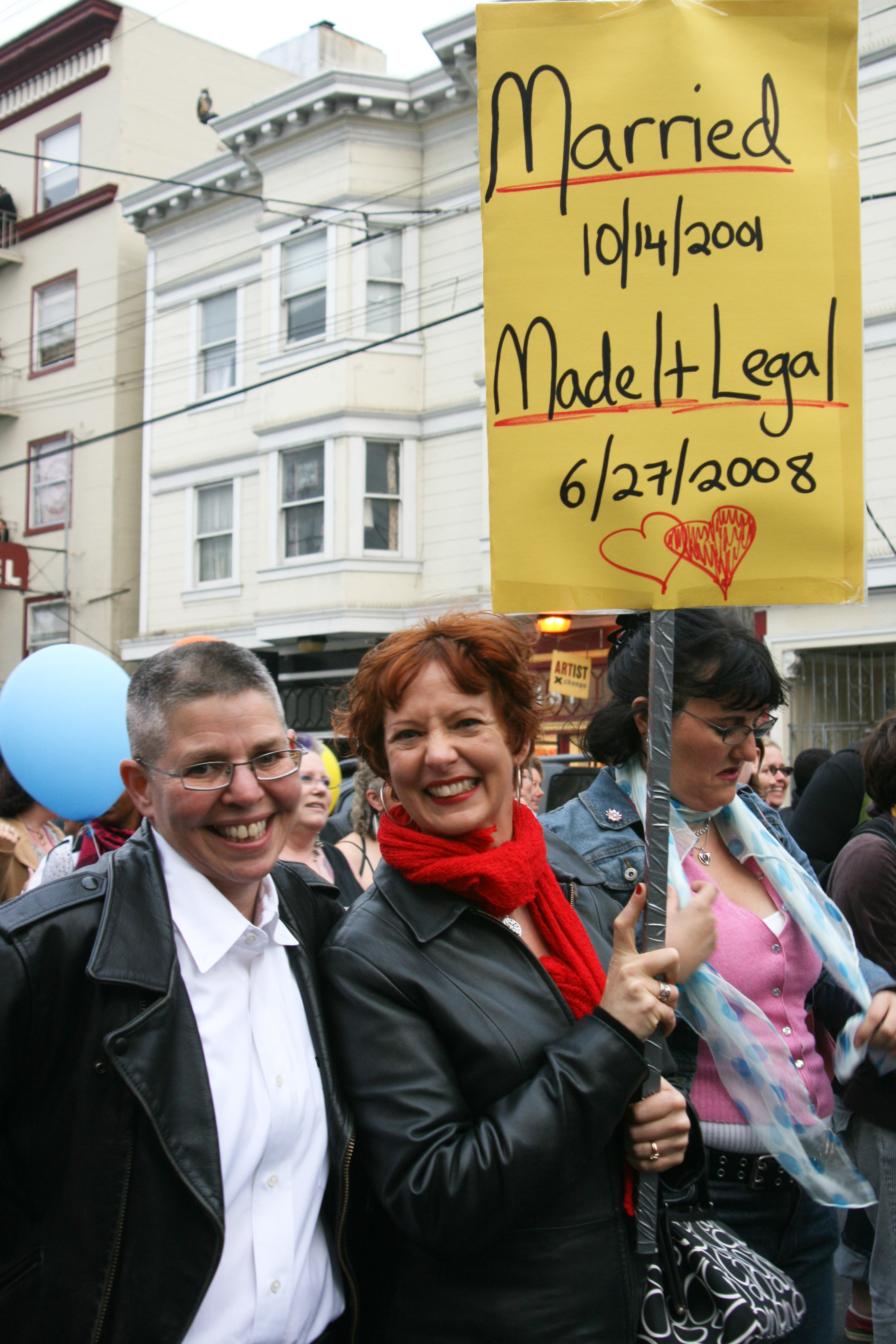
Марш в Сан-Франциско 28 червня 2008 року. Пара повідомляє, що вони напередодні одружилися.
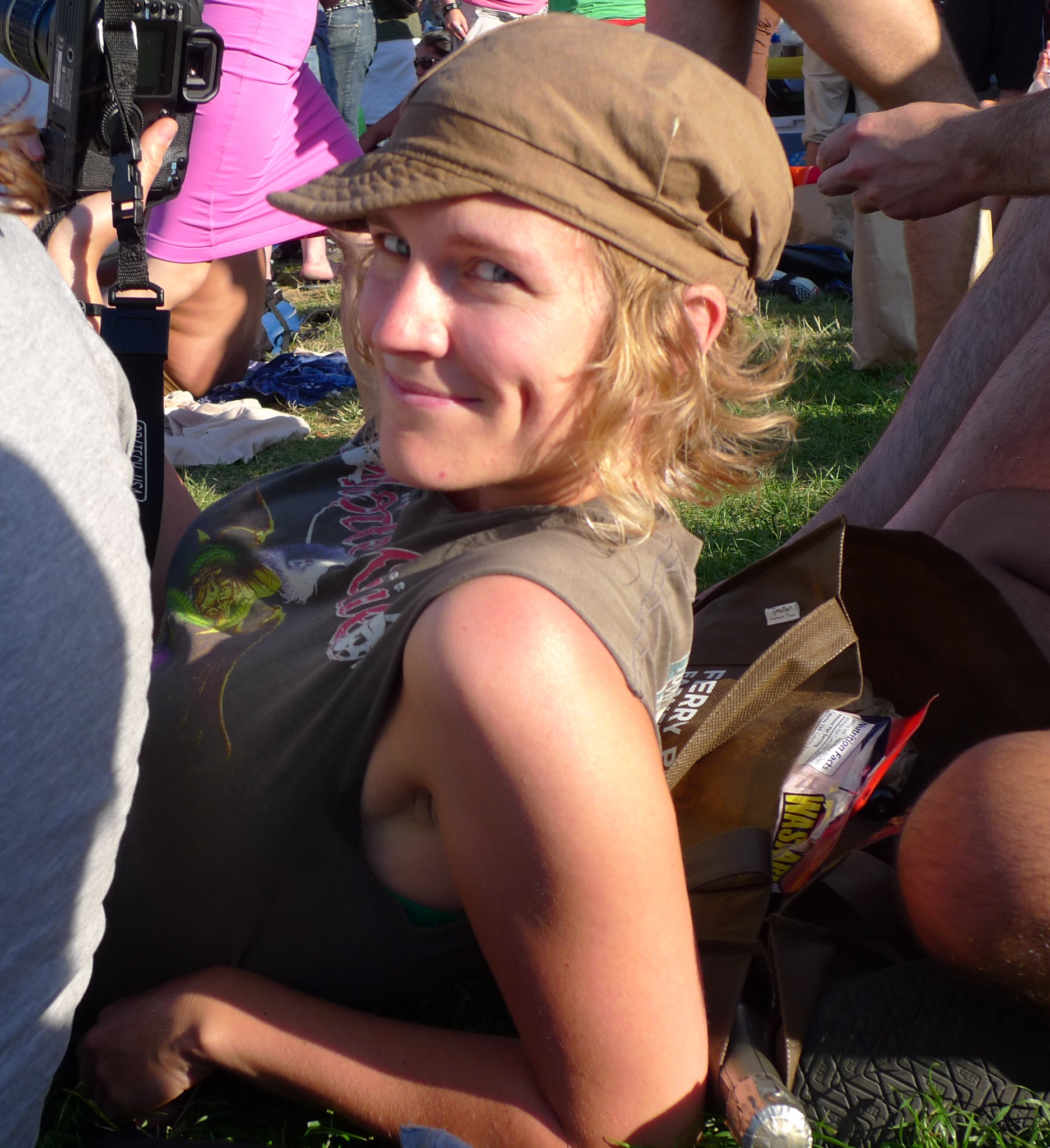
Учасниця маршу в Сан-Франциско 27 червня 2009 року.
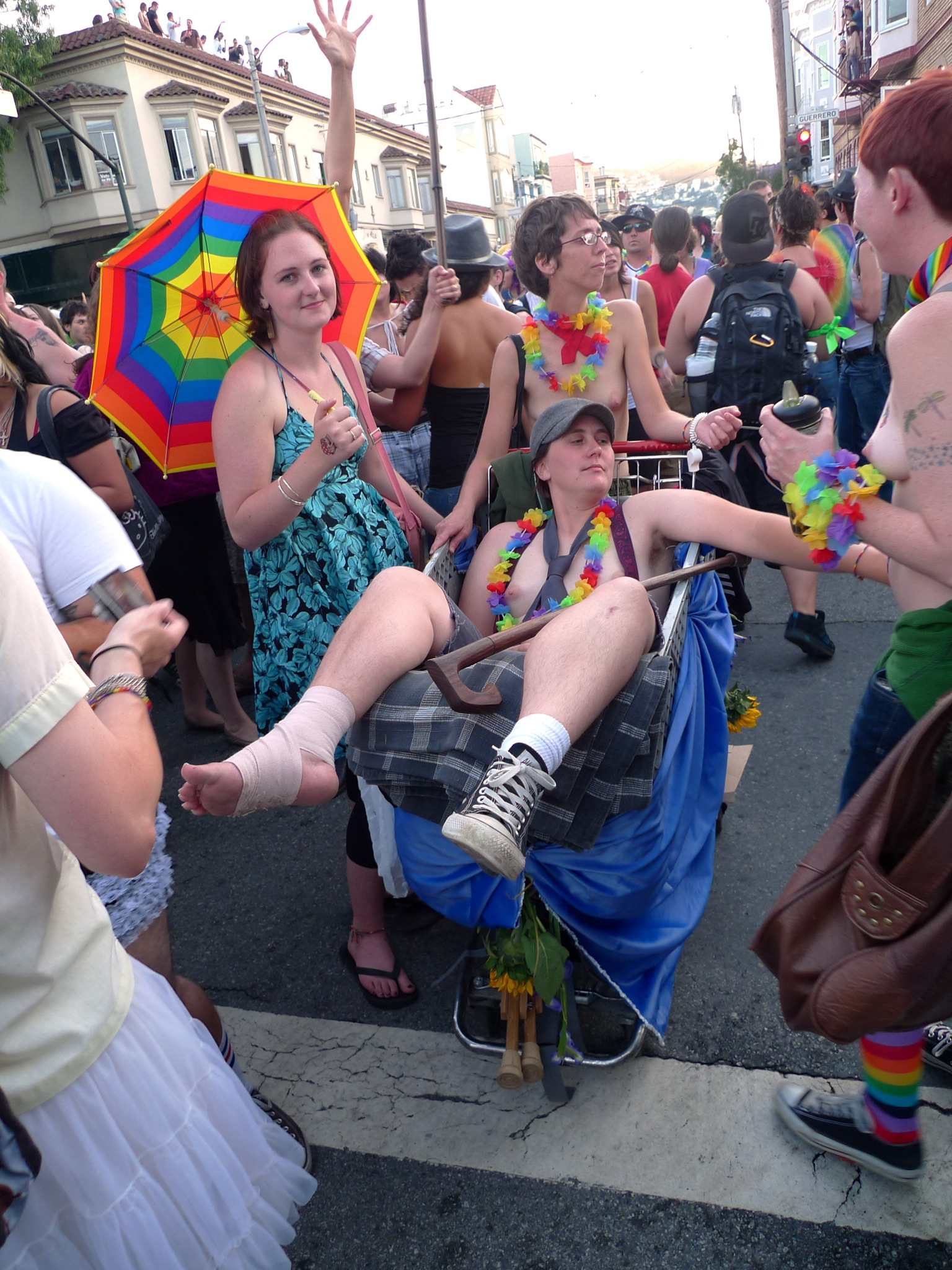
Марш в Сан-Франциско, 2009 рік.
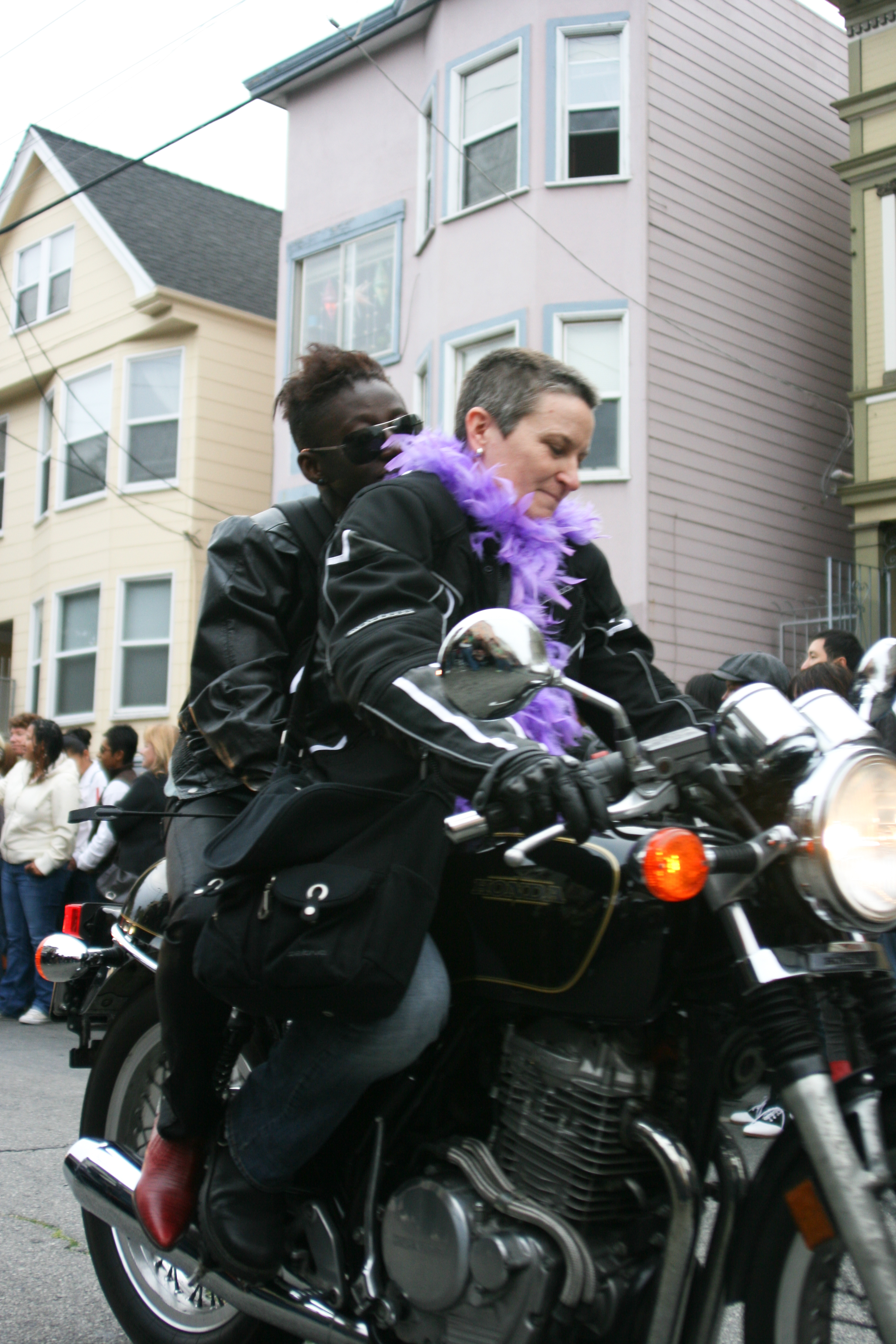
Марш в Сан-Франциско, 2008 рік. Ходу очолюють лесбійки на мотоциклах.

## Німеччина

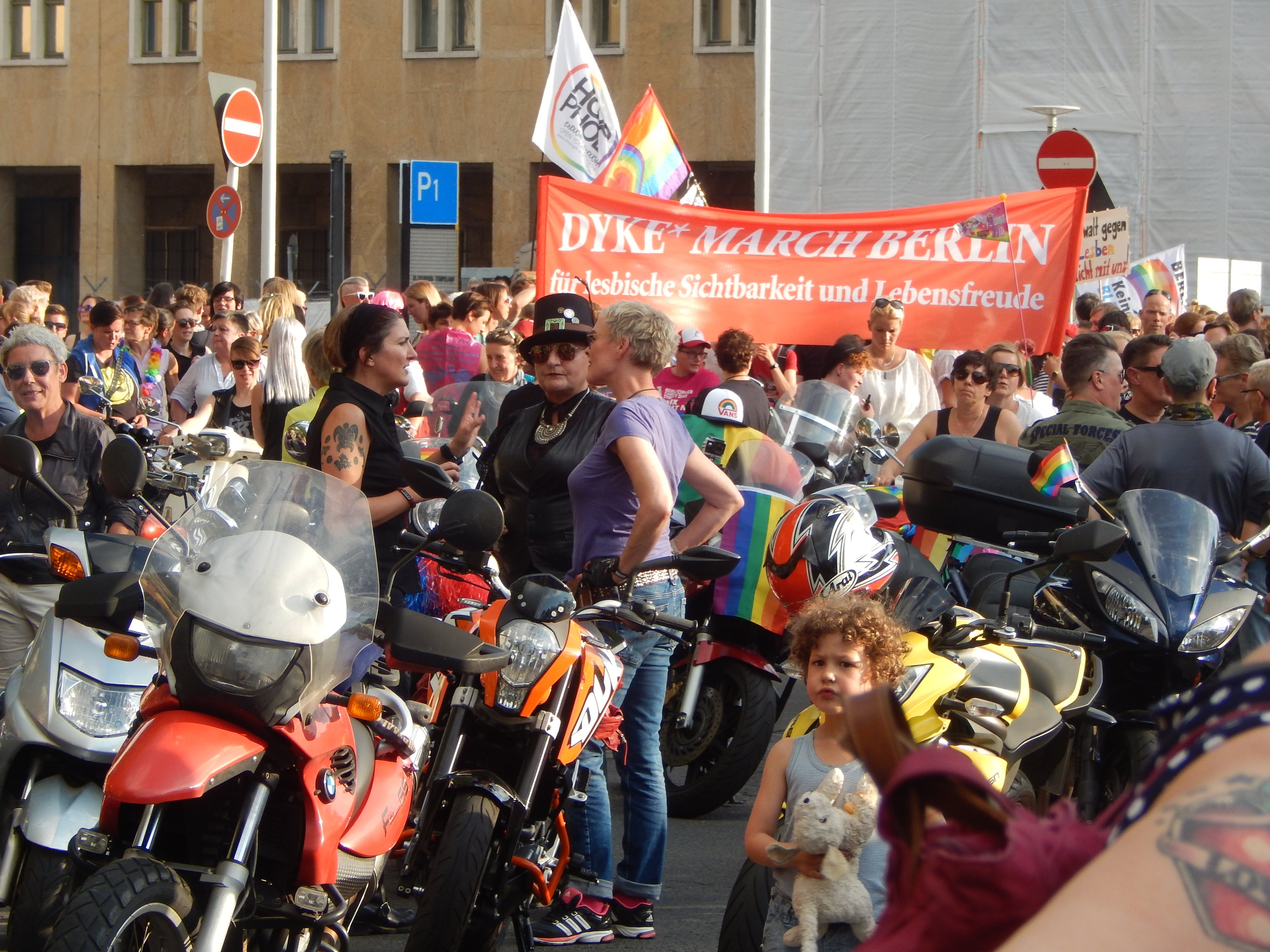
Berlin, Dykes on Bikes
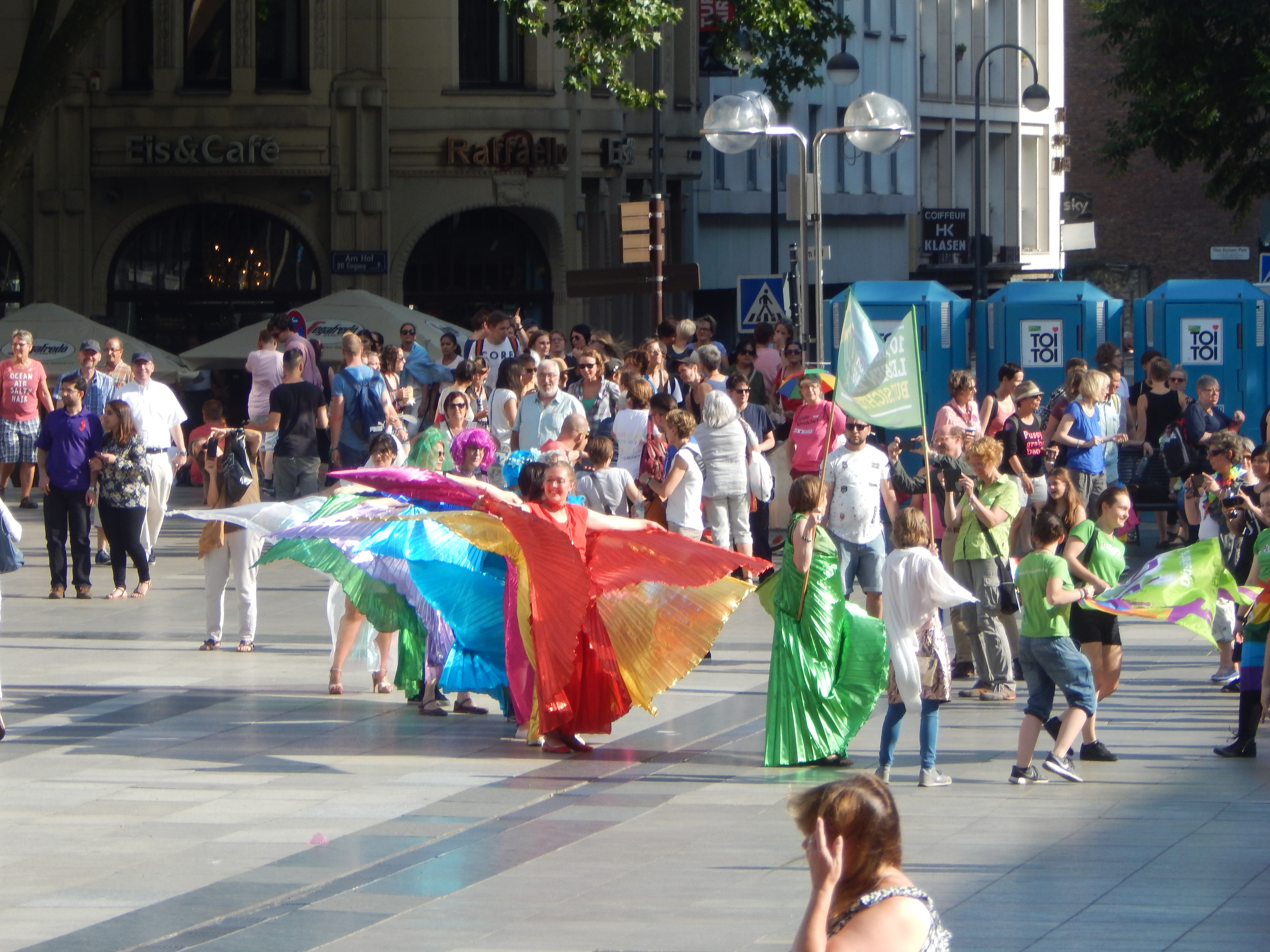
Köln
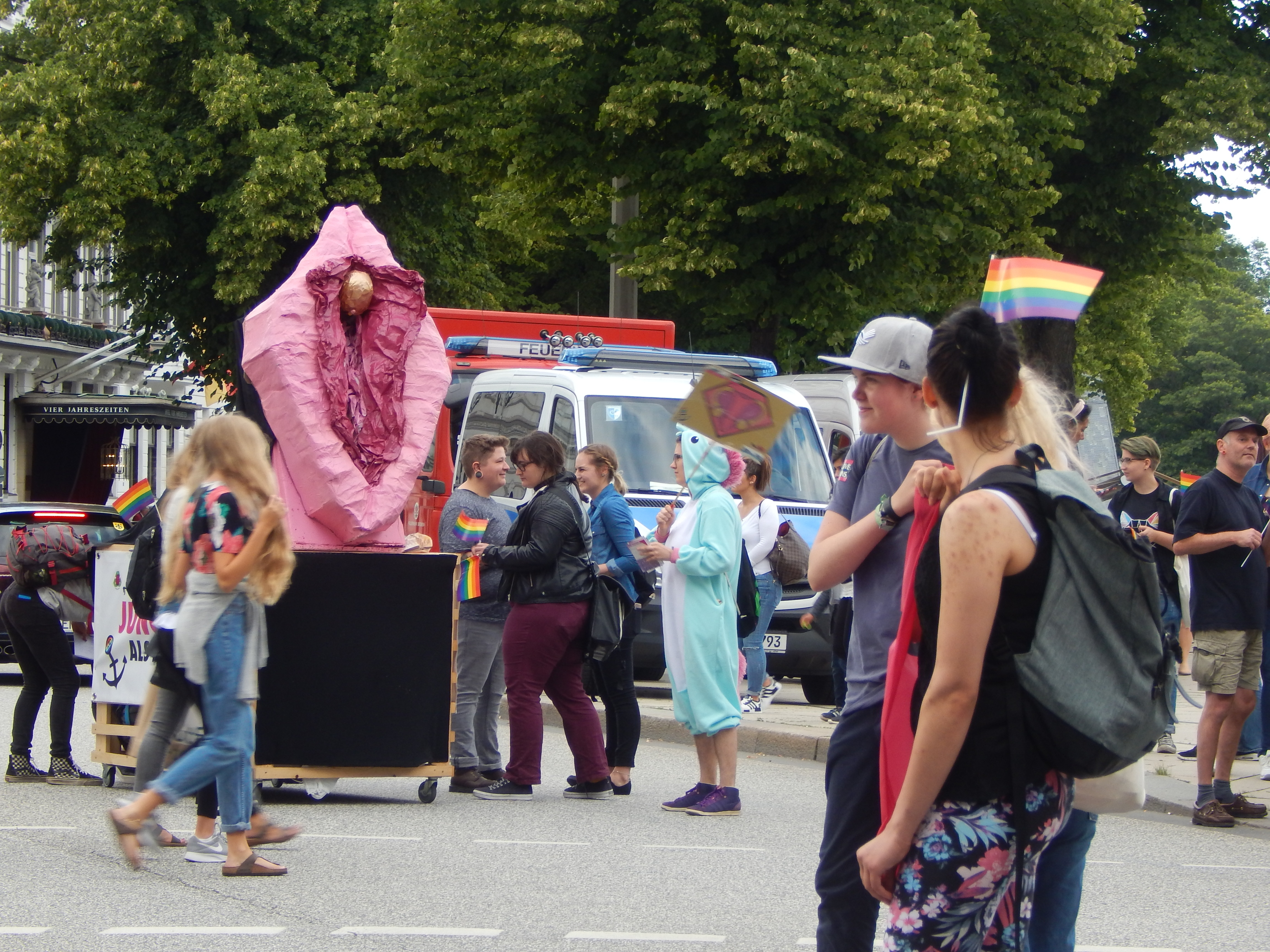
Hamburg
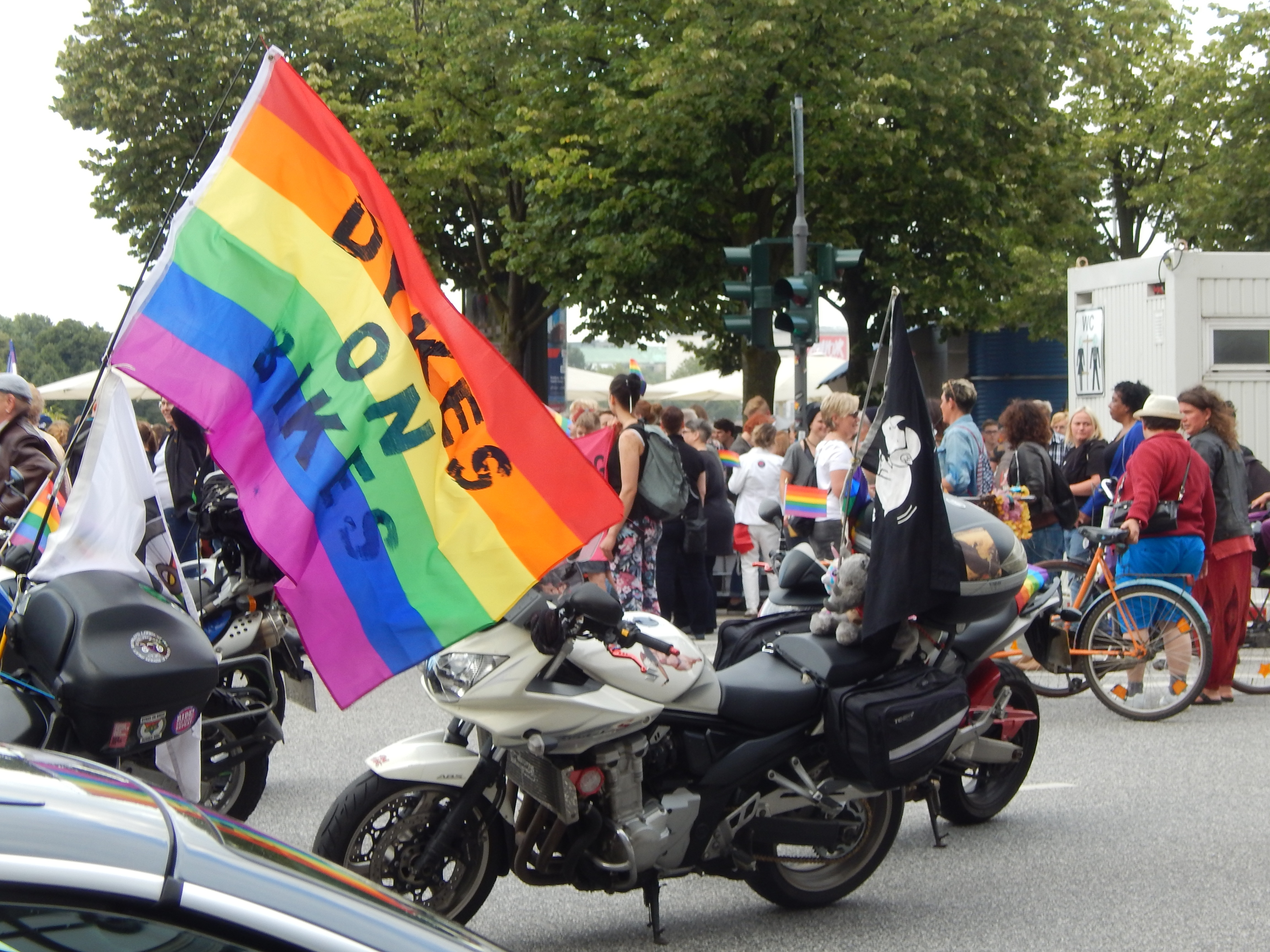
Hamburg, Dykes on Bikes
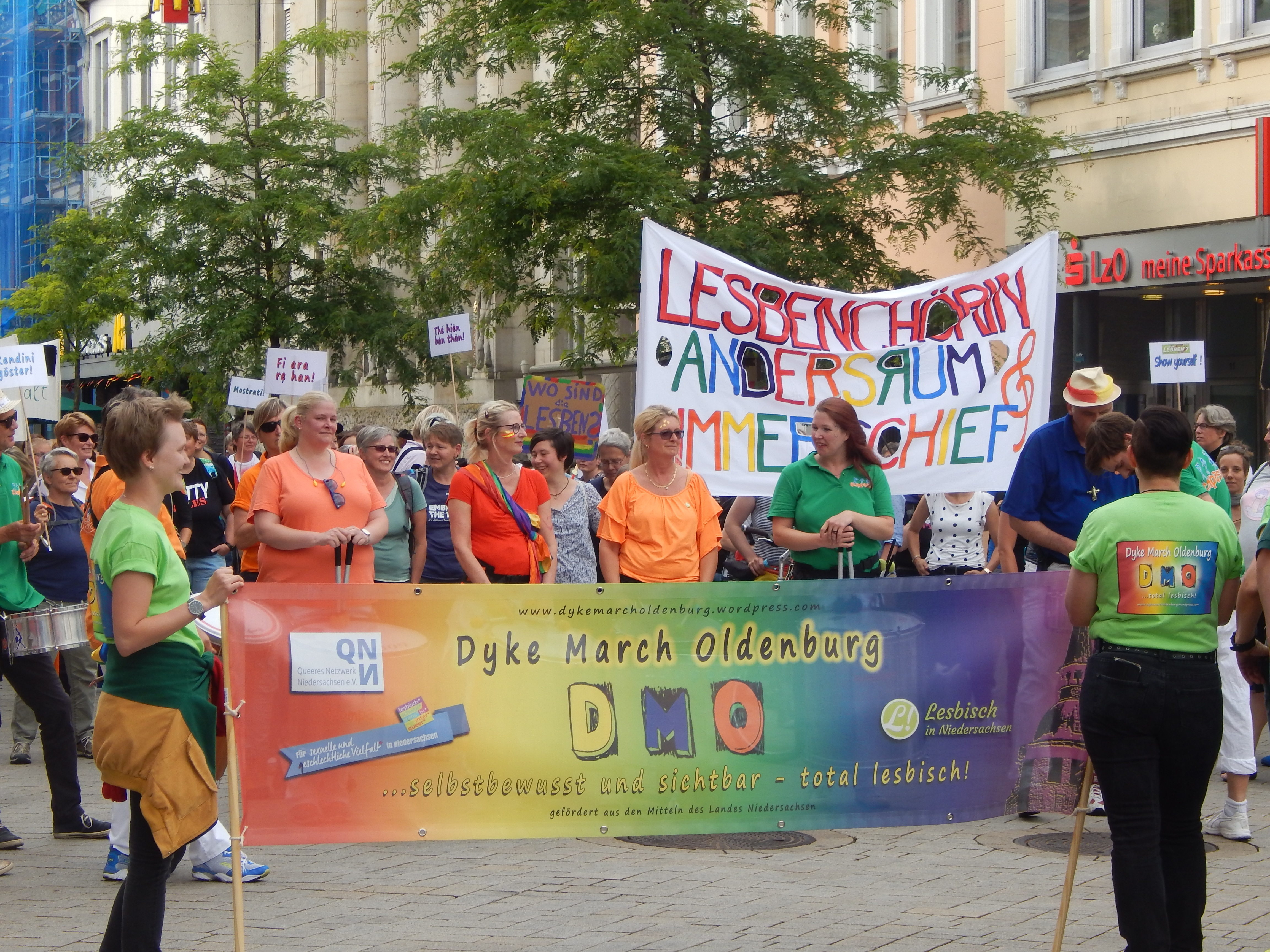
Oldenburg